# 454409 Markusloose
454409 Markusloose este o planetă minoră (asteroid) din centura de asteroizi. A fost descoperită pe 25 mai 2010 la Wise Observatory⁠(d) de Wide-field Infrared Survey Explorer⁠(d). 
Obiectul prezintă o orbită caracterizată de o semiaxă mare de 2,5586286519176 UAi, o excentricitate de 0,08, o înclinație de 14,3 ° în raport cu ecliptica.